# میشل کولومبی
میشل کولومبی (انگلیسی: Michel Colombier؛ ۲۳ مهٔ ۱۹۳۹ – ۱۴ نوامبر ۲۰۰۴) یک موسیقی‌دان اهل فرانسه بود. وی بین سال‌های ۱۹۶۲ تا ۲۰۰۳ میلادی فعالیت می‌کرد.
وی آهنگساز فیلم‌هایی همچون باران ارغوانی، کودک پرافتخار و فوکس‌فایر بوده است.